# Municipio de Emmet (Minnesota)
El municipio de Emmet (en inglés: Emmet Township) es un municipio ubicado en el condado de Renville en el estado estadounidense de Minnesota. En el año 2010 tenía una población de 226 habitantes y una densidad poblacional de 2,51 personas por km².

## Geografía
El municipio de Emmet se encuentra ubicado en las coordenadas 44°45′32″N 95°10′38″O / 44.75889, -95.17722. Según la Oficina del Censo de los Estados Unidos, el municipio tiene una superficie total de 90.15 km², de la cual 90,15 km² corresponden a tierra firme y (0 %) 0 km² es agua.

## Demografía
Según el censo de 2010, había 226 personas residiendo en el municipio de Emmet. La densidad de población era de 2,51 hab./km². De los 226 habitantes, el municipio de Emmet estaba compuesto por el 99,12 % blancos, el 0,44 % eran amerindios y el 0,44 % eran de una mezcla de razas. Del total de la población el 7,52 % eran hispanos o latinos de cualquier raza.